# Vista Alegre (Sao Tomé-et-Principe)
Pour les articles homonymes, voir Vista Alegre.
Vista Alegre est un village de Sao Tomé-et-Principe situé au nord-est de l'île de São Tomé, dans le district de Mé-Zóchi, entre Madalena et Trindade. C'est une ancienne roça.

## Population
Lors du recensement de 2012, 166 habitants y ont été dénombrés.

## Économie
Vista Alegre est situé au cœur de la région agricole de Sao Tomé, sur un territoire relativement peu étendu. Historiquement la roça n'avait ni séchoir ni usine. Elle se limitait aux services liés à l’activité agricole, procédant à l'emballage et au stockage de produits en provenance d'autres plantations

## Architecture
Réservé à l'administration, le bâtiment principal de la roça, imposant et relativement préservé malgré un incendie, se trouve au centre. Son architecture est originale, avec deux étages partiellement surmontés d'un troisième formant une sorte de tourelle. On y accède par un large escalier à double volée. Il est encadré par les logements du personnel (sanzalas), les entrepôts et l'ancien hôpital.